# Ваттендорф
Ваттендорф (нім. Wattendorf) — громада в Німеччині, розташована в землі Баварія. Підпорядковується адміністративному округу Верхня Франконія. Входить до складу району Бамберг. Складова частина об'єднання громад Штайнфельд.
Площа — 22,23 км². Населення становить 640 ос. (станом на 31 грудня 2020).

## Географія

### Адміністративний поділ
Громада  складається з 5 районів:
- Боьєндорф
- Грефенгойслінг
- Меренгюль
- Шнеберг
- Ваттендорф